# 後湖 (雲林縣)
後湖，是台灣雲林縣元長鄉的一個傳統地域名稱，位於該鄉西北半葉的東北部。相較於今日行政區，其範圍大致包括後湖村、山內村東端、子茂村北端不含最東側。

## 歷史
台灣清治末期至日治初期，後湖地區為一（舊制）街庄，稱為「後湖庄」，隸屬於白沙墩堡。該庄北及東北隔舊虎尾溪與埔姜崙庄、崙內庄為界，東南與埤腳庄為鄰，南邊為子茂庄，西邊為山仔內庄。
1901年（日治明治三十四年）11月，全台廢縣廳改設二十廳，該庄隸屬於斗六廳。1903年（明治三十六年）6月，該庄編入「元長區」，隸屬於斗六廳。1909年（明治四十二年）10月，合併二十廳為十二廳，元長區改隸屬於嘉義廳。1920年（大正九年），全台地方制度大改正，廢十二廳改設五州二廳，該庄改制為「後湖」大字，隸屬於臺南州北港郡（新制）元長庄。
戰後元長庄改制為元長鄉，隸屬於臺南縣，大字亦改制為村。1950年10月，雲、嘉、南分治，元長鄉改隸屬雲林縣。

## 聚落
本地區發展較早的聚落為後湖、溪底等，在日治期初期的官方地圖上已有記載。此外，本地區尚有中湖、十八甲、埤寮等聚落。

## 交通
省道台78線即「東西向快速公路－台西古坑線」，是雲林縣境內的東西向快速公路，大致以西南西—東北東走向轉西北—東南走向經過本地區，並在境內省道台19線交會處設有元長交流道。由此向西南西蜿蜒而行可前往東勢鄉、臺西鄉並止於省道台61線（西部濱海快速公路）交會處的台西交流道；向東南蜿蜒而行可前往土庫鎮、虎尾鎮、斗南鎮、大埤鄉、古坑鄉，並止於國道3號古坑系統交流道；其間亦可於斗南鎮、大埤鄉交界處的雲林系統交流道轉接國道1號前往台灣西部南北各地。
省道台19線又稱「中央公路」，是彰化至台南永康的幹道，大致以北北西—南南東走向轉東北微北—西南微南走向經過本地區西北部，並與台78線（東西向快速公路－台西古坑線）交會於元長交流道。由該道路向北北西可前往襃忠鄉、崙背鄉、二崙鄉西北部、竹塘鄉等地；向西南微南轉南可前往元長鄉市區、北港鎮、六腳鄉、朴子市等地。
縣道158號是臺西鄉海口至斗南鎮北勢仔的道路，大致以西南西—東北東走向經過本地區西北部邊界外不遠處。由該道路向西南西可前往襃忠鄉市區（埔姜崙）、東勢鄉、臺西鄉並止於省道台17線路口等地；向東北東可前往土庫庫、虎尾鎮、斗南鎮並止於省道台1線路口。
鄉道雲109線是溪底至子茂的道路，其西北側端點（起點）位於本地區西北端溪底聚落西南郊（屬山子內地區）的舊省道台19線（三民路）路口。由此向東北入境後經溪底聚落轉東南東蜿蜒而行，經後湖聚落、中湖聚落後轉南，經十八甲聚落西郊後出境，可前往子茂並止於縣道160號路口。